# Jimmy Glass
Ne pas confondre avec Jimmy L. Glass (en), criminel américain.
Pour les articles homonymes, voir Glass.
James Robert Glass, couramment appelé Jimmy Glass, est un footballeur anglais, né le 1er août 1973 à Epsom, Angleterre. Évoluant au poste de gardien de but, il est principalement connu pour ses saisons à Bournemouth et Swindon Town ainsi que pour avoir inscrit le but de la dernière minute (en) qui a sauvé Carlisle United d’une sortie de la Football League en 1999.

## Biographie

### Carrière de joueur
Natif d’Epsom, il est formé à Chelsea puis à Crystal Palace où il passe professionnel, sans toutefois jouer de match avec l’équipe première.
Durant ses 7 saisons chez les Glaziers, il connaît plusieurs périodes de prêt, à Portsmouth (où il dispute ses premiers matches officiels comme professionnel), à Gillingham et Burnley.
Il part ensuite à Bournemouth où il connaît ses deux saisons les plus pleines, jouant presque 100 matches avec les Cherries. Il joue même la finale du Football League Trophy en 1998, finale perdue 2-1 contre Grimsby Town.
Il est transféré ensuite à Swindon Town où il n’est qu’une solution de remplacement, ne jouant que 11 matches en 2 saisons. C’est durant cette période où il fait partie de l'effectif des Robins, mais lors d'un prêt à Carlisle United, qu’il connait l’épisode qui lui apportera sa plus grande renommée.
Les Cumbrians connaissent alors de graves difficultés en bas de tableau de la Third Division. Une relégation signifierait tout simplement de sortir de la Football League pour rejoindre la Football Conference.
Le 8 mai 1999, pour le dernier match de la saison 1998-99, contre Plymouth Argyle, Carlisle United doit absolument remporter une victoire pour éviter la relégation. Dans les arrêts de jeu, le score est de 1-1 et alors qu’il ne reste que 10 secondes à jouer, Glass profite d’un corner pour les Cumbrians pour quitter sa cage et monter dans la surface adverse. Il réussit alors une reprise de volée victorieuse qui permet à son club de remporter le match et de sauver sa place en Football League (Scarborough sera finalement le club à être relégué, ayant fait match nul 1-1 contre Peterborough United. Le match de Scarborough s'étant terminé avant celui de Carlisle United, les supporteurs des Gulls étaient déjà en train de fêter leur maintien.)
Son but se retrouve placé dans plusieurs classements :
- 72e plus grand moment de l'histoire du sport lors de l'émission 100 Greatest Sporting Moments (en) de Channel 4
- 7e dans la liste du Times des 50 buts les plus importants de l'histoire du football
- 15e dans la liste des Buts qui ont marqué le Monde de ITV4

Les chaussures Puma avec lesquelles il a marqué ce but sont exposées dans le National Football Museum (en) à Manchester.
Carlisle United n'a pas eu les moyens de le faire signer de manière définitive et il n'aura finalement joué que 3 matches pour les Cumbrians. La fin de sa carrière le voit enchaîner des contrats courts à Cambridge United, Brentford, Oxford United, Crawley Town, Brockenhurst (en), Kingstonian (en), Lewes et Weymouth.
Il raccroche finalement les crampons en 2001 à l'âge de 27 ans et est devenu commercial puis chauffeur de taxi avant de fonder sa propre société de taxi dans le Dorset. Il continue toutefois à être un ambassadeur du club de Bournemouth.